# Peroxidy diethyletheru
Peroxidy diethyletheru jsou třída organických peroxidů, které se pomalu tvoří v diethyletheru jeho autooxidací při uskladnění na vzduchu, světle nebo v přítomnosti kovů.

## Hydroperoxid diethyletheru
Hydroperoxid diethyletheru (téže diethyletherhydroperoxid) je bezbarvá kapalina s nízkou viskozitou a příjemnou vůní. Chemický vzorec je CH3-CH2-O-CH(OOH)-CH3. Při jeho zahřátí dojde ke slabé deflagraci za vzniku mlhy kyseliny octové a vody. Hydroperoxid diethyletheru se rozkládá za přítomnosti hydroxidu sodného a solí obsahující železnaté ionty Fe2+.

## Peroxid diethyletheru
Peroxid diethyletheru (též diethyletherperoxid nebo ethylidenperoxid) je produkt polymerizace hydroperoxidu diethyletheru, s chemickým vzorcem (-CH(CH3)OO-)n. Tato bezbarvá olejovitá kapalina je výbušnina s extrémní brizancí a s vysokou citlivostí na tření. Již množství menší než 5 mg může poškodit chemickou aparaturu. Toto je zdrojem občasných nehod, kdy zvláště ve školních laboratořích dochází k manipulaci s několik let až desítek let starými láhvemi s diethyletherem. Proto je při podezření na přítomnost takovéto láhve nutno volat pyrotechniky a nesnažit se s ní manipulovat (již otočení vrškem může vyvolat detonaci a následný požár). Nebezpečné vlastnosti těchto peroxidů jsou důvodem, proč se v průmyslových procesech pokud možno nepoužívá diethylether nebo jiné ethery náchylné na tvorbu peroxidů, např. tetrahydrofuran (THF) nebo ethylenglykoldimethylether (1,2-dimethoxyethan).

## Testy
Peroxidy diethyletheru lze detekovat pomocí roztoku jodidu draselného nebo škrobového papírku napuštěného jodidem draselným. Pozitivní test znamená tvorbu elementárního jodu (I2), proto roztok zrůžoví, resp. papírek se zbarví tmavě modře.

## Degradace
Peroxidy diethyletheru lze odstranit disproporcionací na acetaldehyd s železnatými nebo manganatými ionty nebo s trifenylfosfinem (PPh3). Vznikající aldehyd se musí odstraňovat, aby nedocházelo k rychlé opětovné tvorbě peroxidů.